# Tiristor de indução estática
O tiristor de indução estática (SIT, SITh) é um tiristor caracterizado por possuir uma estrutura com a porta inserida/enterrada (burried gate) do qual os eletrodos da porta estão inseridos em uma região dopada tipo n. Uma vez que a porta está normalmente no estado ligado, os eletrodos da porta devem necessariamente ser negativamente polarizados para colocar o dispositivo no estado desligado.